# كارلوس ألبرتو فاسكيز
كارلوس ألبرتو فاسكيز (بالإسبانية: Carlos Alberto Vázquez) هو دراج أرجنتيني، ولد في 13 فبراير 1934.

## وصلات خارجية
- كارلوس ألبرتو فاسكيز على موقع أوليمبيديا (الإنجليزية)